# Рудзк-Дужи
Рудзк-Дужи (пол. Rudzk Duży) — село в Польщі, у гміні Пйотркув-Куявський Радзейовського повіту Куявсько-Поморського воєводства.
Населення — 105 осіб (2011).
У 1975-1998 роках село належало до Влоцлавського воєводства.

## Демографія
Демографічна структура станом на 31 березня 2011 року:
|          | Загалом | Допрацездатний вік | Працездатний вік | Постпрацездатний вік |
| -------- | ------- | ------------------ | ---------------- | -------------------- |
| Чоловіки | 58      | 13                 | 43               | 2                    |
| Жінки    | 47      | 5                  | 33               | 9                    |
| Разом    | 105     | 18                 | 76               | 11                   |